# Limey
Limey é uma gíria predominantemente norte-americana usada para designar britânicos, especialmente ingleses.

## Notes
1. ↑  «lim·ey». Merriam-Webster's Learner's Dictionary. Consultado em 27 de novembro de 2012
2. ↑  Oxford Dictionaries: Limey  Retrieved 2011-07-06